# وسلی اسنایپس
وسلی ترنت اسنایپس (به انگلیسی: Wesley Trent Snipes) (زاده ۳۱ ژوئیه ۱۹۶۲) یک رزمی کار، هنرپیشه، تهیه‌کننده فیلم آمریکایی است. از نقش‌های برجسته سینمایی او می‌توان به نیو جک سیتی (۱۹۹۱)، مردان سفید نمی‌توانند بپرند (۱۹۹۲)، مسافر ۵۷ (۱۹۹۲)، طلوع خورشید (۱۹۹۳)، مرد خرابکار (۱۹۹۳)، به وانگ فو، با تشکر برای همه‌چیز! جولی نیومر (۱۹۹۵)، مارشال‌های آمریکایی (۱۹۹۸)، بی‌مصرف‌ها ۳ (۲۰۱۴) و سه‌گانه فیلم تیغه (۱۹۹۸)، تیغه ۲ (۲۰۰۲) ، تیغه: سه‌گانگی (۲۰۰۴) و ددپول و ولورین (۲۰۲۴) با به تصویر کشیدن بلید.
در سال ۱۹۹۱ یک شرکت تولیدی به نام آمن-آر فیلمز و یک شرکت تابعه به نام بلک دات مدیا را برای توسعه پروژه‌های فیلم و تلویزیون تشکیل داد. او از سن ۱۲ سالگی در هنرهای رزمی تمرین می‌کند و کمربند سیاه دان ۵ را در شوتوکان کاراته و کمربند سیاه دان دوم را در هاپکیدو کسب کرده‌است.

## محکومیت
در ۲۴ آوریل ۲۰۰۸، اسنایپس به دلیل کوتاهی عمدی در ارائه اظهارنامه مالیات بر درآمد فدرال به سه سال زندان محکوم شد. اسنایپس در ۹ دسامبر ۲۰۱۰ به زندان فدرال گزارش داد تا حکم سه ساله خود را آغاز کند، و در مؤسسه اصلاحی فدرال مک کین، یک زندان فدرال در پنسیلوانیا نگهداری شد. در ۶ ژوئن ۲۰۱۱، دادگاه عالی ایالات متحده از رسیدگی به درخواست تجدیدنظر اسنایپس خودداری کرد. اسنایپس در ۲ آوریل ۲۰۱۳ از زندان فدرال آزاد شد، دوره بازداشت خانگی خود را در ۱۹ ژوئیه ۲۰۱۳ به پایان رساند.

## فیلمشناسی

### آثار بازیگری در سینما
- گربه‌های وحشی (۱۹۸۶)
- خیابان‌های طلا (۱۹۸۶)
- شرایط بحرانی (۱۹۸۷)
- لیگ اصلی (۱۹۸۹)
- پادشاه نیویورک (۱۹۹۰)
- بهترین بلوز (۱۹۹۰)
- تب جنگل (۱۹۹۱)
- نیو جک سیتی (۱۹۹۱)
- مسافر ۵۷ (۱۹۹۲)
- رقص آب (۱۹۹۲)
- مردان سفید نمی‌توانند بپرند (۱۹۹۲)
- نقطه جوش (۱۹۹۳)
- مرد خرابکار (۱۹۹۳)
- صعود خورشید (۱۹۹۳)
- شوگر هیل (۱۹۹۴)
- منطقه فرود (۱۹۹۴)
- به وانگ فو، با تشکر برای همه چیز! جولی نیومر (۱۹۹۵)
- قطار پول (۱۹۹۵)
- در انتظار بازدم (۱۹۹۵)
- هوادار (۱۹۹۶)
- قتل در سال ۱۶۰۰ (۱۹۹۷)
- رابطه یک‌شبه (۱۹۹۷)
- تیغه (۱۹۹۸)
- مارشال آمریکایی (۱۹۹۸)
- هنر جنگ (۲۰۰۰)
- تیغه ۲ (۲۰۰۲)
- شکست‌ناپذیر (۲۰۰۲)
- لیبرتی هنوز ایستاده‌است (۲۰۰۲)
- زیگ زاگ (فیلم۲۰۰۲)
- تیغه: سه گانگی (۲۰۰۴)
- ۷ ثانیه (۲۰۰۵)
- مارکسمن(۲۰۰۵)
- آشوب (۲۰۰۵)
- انفجار (۲۰۰۶)
- بدشانس (۲۰۰۶)
- پیمانکار (۲۰۰۷)
- هنر جنگ ۲: خیانت (۲۰۰۸)
- بهترین‌های بروکلین (۲۰۰۹)
- بازی مرگ (۲۰۱۰)
- گالووالکرها (۲۰۱۲)
- بی‌مصرف‌ها ۳ (۲۰۱۴)
- شای-رک (۲۰۱۵)
- واکنش مسلحانه (۲۰۱۷)
- یادآوری (۲۰۱۷)
- دولمایت اسم من است (۲۰۱۹)
- شهر گلو بریده (۲۰۲۰)
- سفر به آمریکا ۲ (۲۰۲۱)
- داستان واقعی (۲۰۲۲)
- بازگشت به نوار (۲۰۲۳)
- ددپول و ولورین (۲۰۲۴)